# 府川弥生
府川 弥生（ふかわ やよい、1985年4月1日 - ）は、日本のグラビアアイドル、タレント。愛知県西尾市出身。

## 来歴
- イエローキャブナゴヤに所属し、地元のバラエティー番組、CM、イベント、雑誌などで活躍。この頃は太田早紀という名前で活動していた。

- その後、若槻千夏の妹分として選ばれ、プラチナムプロダクションに移籍し、府川弥生に改名。バラエティー、グラビアなどで活躍。

## 出演

### テレビ
- 「世界バリバリバリュー」
- 「内村プロデュース」
- 「はぴひる!」

### 映画
- デコトラの鷲～祭ばやし～
- 「はいすくーるエージェンツ桜」（インターネットシネマ）

### 雑誌
- 「sabra」
- 「週刊アスキー」2004年6月8日、6月15日号
- 「日経ベストPC」2004年6月号
- 「アフタヌーン」2004年9月号
- 「ヤングマガジン」

### CM
- 「メーテレ」